# 大黒清勝
大黒 清勝（おおぐろ きよかつ、1726年〈享保11年〉 - 1790年3月28日〈寛政2年2月13日〉）は、土佐藩士、日本の武道師範。無双直伝英信流居合術第11代宗家。字は「元右衛門」。長曾我部氏の支流で、本姓は秦氏。

## 来歴

### 生い立ち
享保11年(1726年)、土佐藩士(馬廻役・300石)・大黒好勝(文之丞)の三男として土佐国高知城下(現・高知県高知市)に生まれる。
武士の嗜みとして、無双直伝英信流居合を、林安太夫政詡より習う。
明和2年(1765年)、父好勝の跡目相続。
安永6年(1777年)、馬廻組頭、天明2年(1782年)大目付(大監察)切支丹改役、翌年(1783年)、軍備御用兼帯となる。
長谷川英信流居合の伝書を林安太夫政詡から受け、第11代宗家となる。
寛政2年2月13日(1790年3月28日)歿、享年65歳。
墓は、高知県高知市小高坂平和町(福井へ越える峠の西の峰頂北側)にある。
清勝が林安太夫政詡から授かった居合の伝書は、林安太夫の孫である林益之丞政誠に伝えられた。

## 家族
大黒家の先祖は長曾我部氏の支流で、杓田城主・大黒太郎左衛門範宗に出づ。本姓は秦氏。先祖・大黒主計頭(おおぐろ かずえのかみ)は、長曾我部氏の麾下で知行1000石を領したが、天正14年(1586年)、豊後戸次川の合戦で、長曾我部信親と共に討死した。主計頭の嫡子・大黒勝正(茂左衛門、隠居後「宗哲」)は、元和9年(1623年)、山内氏に召抱えられ、御納戸役等をつとめ、寛文3年(1663年)、馬廻役150石(上士)に列せらる。さらに勝正(茂左衛門)の次男・大黒衡勝(文之丞)の時、御扈従200石として別家召出された。勝正の跡を嫡子・大黒好勝(文之丞)が嗣ぎ、大目付となって家禄100加増され、都合300石を食んだ。
- 高祖父：大黒主計頭
  - 曾祖父：大黒勝正(茂左衛門、隠居後「宗哲」) -（文禄5年/慶長元年(1596年) - 延宝5年4月11日(1677年5月12日)）
    - 大伯父：大黒勝盛(茂左衛門) -（　　-元禄16年9月24日(1703年11月3日)）
    - 大伯母(勝盛妻)：西野夫人 -（　　- 延宝3年4月8日(1675年5月2日)）
      - 勝盛嫡子：大黒甚右衛門秦勝興 -（　　-1743年 江戸歿）
        - 勝興養子：大黒勝省 - 実は大黒好勝(文之丞)の次男

      - 勝盛の娘：林守政(六太夫)の妻 – 無双直伝英信流居合術 第9代宗家

    - 祖父(勝盛弟)：大黒衡勝(文之丞) -（　　-1698年）
      - 伯父：大黒久勝(竹八) -（1759年 - 1816年）
        - 従兄：大黒徳勝

      - 父：大黒好勝(文之丞) -（貞享3年(1686年) - 明和元年12月24日(1765年1月15日)）
      - 母：出間氏 -（　　- 宝暦9年2月13日(1759年3月11日)）理玄院梅岸明香大姉
        - 長兄：大黒実勝 -（1710年-1741年）
        - 次兄：大黒勝省 - 本家・大黒勝興の養子となる。
        - 本人：大黒元右衛門秦清勝 - 無双直伝英信流居合術 第11代宗家
        - 妻：渡邊氏女 -（享保13年(1733年) - 寛政12年4月13日(1800年5月6日)）観光院離闇明壽大姉
          - 嫡男：大黒久勝(竹八) -（1759年 - 1816年）

## 著名な門人
- 林益之丞政誠 - 無双直伝英信流居合術・第12代宗家(谷村派)
- 松吉八左衛門久盛 - 無双神伝英信流・宗祖(下村派)

## 補註
1. ↑  “『板垣精神 -明治維新百五十年・板垣退助先生薨去百回忌記念-』”.  一般社団法人 板垣退助先生顕彰会 (2019年2月11日). 2020年9月1日閲覧。
2. ↑  墓碑では「元衛門」
3. 1 2  『師伝芥考・土佐の英信流』岩田憲一著、1984年(昭和59年)
4. 1 2 3 4 5 6  『土佐の墓(1)』山本泰三著、土佐史談会、1987年(昭和62年)、279頁
5. 1 2  『土佐 武道と仇討ち 平尾道雄選集(第4巻)』平尾道雄著、高知新聞社、1980年
6. 1 2 3  『土佐の墓(2)』山本泰三著、土佐史談会、1987年(昭和62年)